# L'uomo che disegnò Dio
L'uomo che disegnò Dio è un film del 2022 diretto e interpretato da Franco Nero.

## Trama
Emanuele è un artista cieco che insegna ritrattistica a carboncino in una scuola serale e che ha lo straordinario potere di realizzare ritratti di persone solo ascoltandone la voce. La sua vita viene stravolta completamente quando un video di lui che mette in pratica questo potere diventa virale a tal punto da farlo partecipare ad uno show televisivo che tenta di sfruttarne la popolarità.

## Promozione
Il primo trailer del film viene diffuso online il 9 febbraio 2023.

## Produzione
Il 23 maggio 2021 la ABC News ha riportato la notizia della realizzazione del film con il coinvolgimento della moglie di Nero Vanessa Redgrave e Kevin Spacey. Tre giorni dopo la Redgrave decise di abbandonare il progetto del film e il suo ruolo venne poi affidato a Faye Dunaway.
Le riprese si sono svolte principalmente a Torino dal 28 maggio al 3 luglio 2021.
Il budget del film è stato di 3,5 milioni di euro.

## Distribuzione
Il film è stato presentato in anteprima al Torino Film Festival il 5 dicembre 2022 e distribuito nelle sale cinematografiche il 2 marzo. Riceve una votazione di 3.5 su 10 e a fronte di un budget di circa 3.5 milioni di euro incassa 71.400 euro. 